# Maximilian Thaddäus von Egger

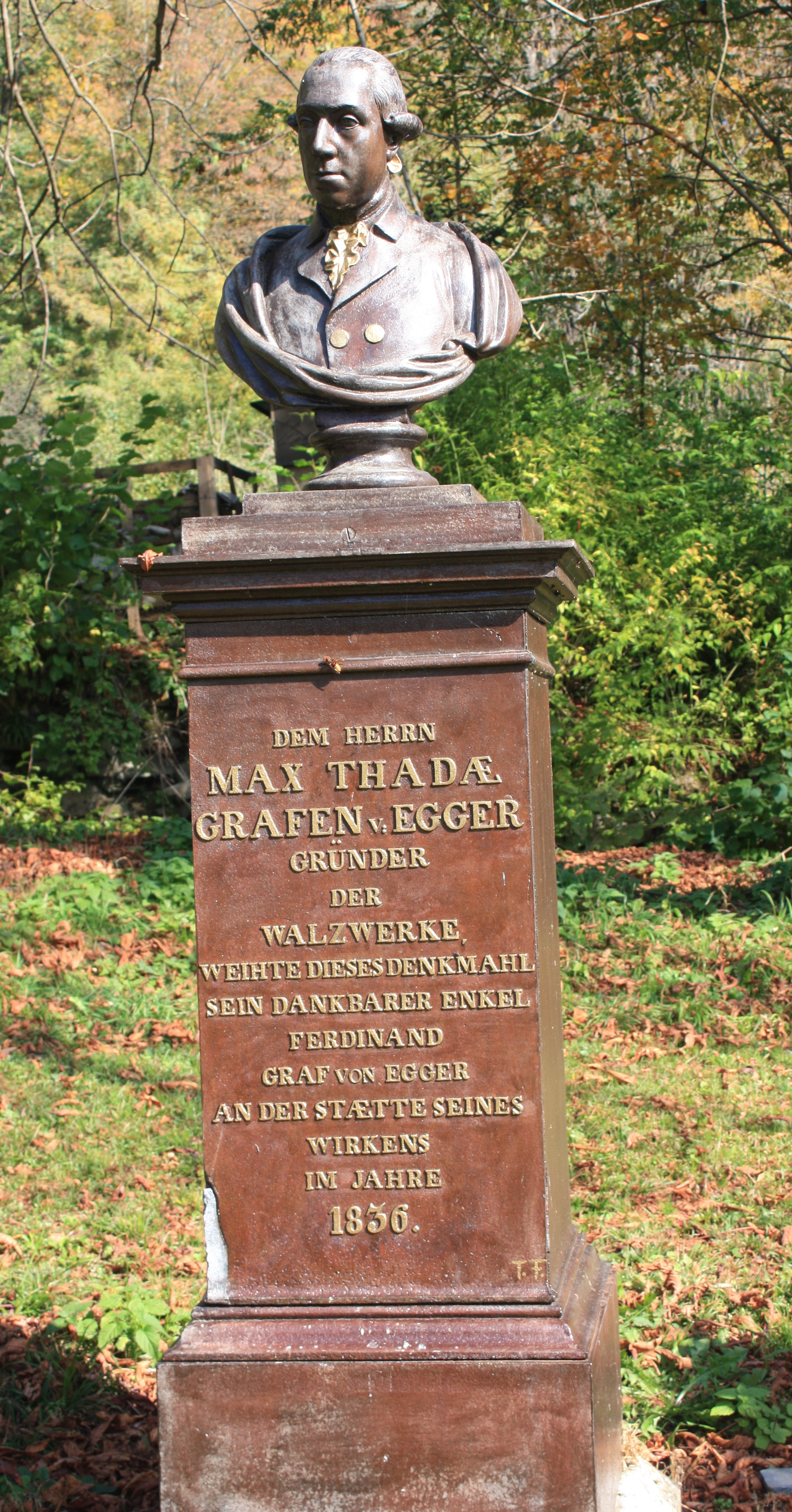
Denkmal für Max Thaddäus Graf Egger in Lippitzbach

Maximilian Thaddäus Graf von Egger (* 10. Februar 1734 in Leoben; † 15. Mai 1805 in Wien) war ein österreichischer Eisenindustrieller und Begründer der Gewerkendynastie der Grafen von Egger in Kärnten. Innerhalb von nur 25 Jahren gelang es ihm, der mächtigste Gewerke Kärntens zu werden, vom einfachen Adelsrang in den Grafenstand aufzusteigen und mehr Grundherrschaften in Kärnten in seinen Besitz zu bringen als jeder andere Mann seiner Zeit.

## Herkunft und akademische Laufbahn
Maximilian Thaddäus wurde als eines von insgesamt acht Kindern seines Vaters Ferdinand Maximilian von Egger (4. Oktober 1693 – 6. Dezember 1753) und dessen zweiten Frau Maria Anna geborene von Catharin in der Eisenverlagsstadt Leoben in der Steiermark geboren. Sein Vater Ferdinand Maximilian von Egger war bereits 1751 unter die Kärntner Landstände aufgenommen worden.
Wie sein Vater begann auch er seine Laufbahn mit dem Rechtsstudium in Wien, nach dessen Beendigung er eine Beamtenkarriere in Graz begann, bei der er es 1756 bis zum wirklichen innerösterreichischen Landrat beim steirischen Landrecht gebracht hatte.

## Leben

### Die frühen Jahre
Nach dem Tod des Vaters 1753 wurden er und sein Bruder Ignatz Joseph die beiden Haupterben des väterlichen Vermögens im Wert von etwa 270.000 Gulden. Maximilian Thaddäus erbte dessen gesamten Besitz in Kärnten, bestehend vor allem aus dem Werk Treibach und den dazugehörenden Erzgruben in der Eisenwurzen. Elf Gruben waren es auf der Hüttenberger Seite, neun auf der Mosinzer Seite und zwei in Waitschach. Sein Bruder übernahm den steirischen Komplex, unter anderem ein Radwerk in Vordernberg sowie mehrere Hammerwerke und wurde dort zum Begründer der Familienlinie der Freiherren von Egger.
Gemeinsam mit seinem Bruder Ignatz Joseph suchte er 1760 beim kaiserlichen Hof um eine Standeserhöhung an. Kaiserin Maria Theresia erhob Maximilian Thaddäus von Egger am 23. August 1760, unter der ausdrücklichen Erwähnung, dass er schon von Adel sei, für seine Verdienste um die Eisenerzeugung und die seiner Vorfahren in den Freiherrenstand. Er wurde damit bereits bei seinem ersten Ansuchen um eine Standeserhöhung zum Freiherren ernannt, seinem Bruder Ignatz Joseph wurde diese aufgrund seiner Minderjährigkeit erst sechs Jahre später am 31. Mai 1766 bewilligt. Im Jahr 1760 übernahm er auch die Kärntner Besitzungen seines Vaters. In den ersten zwei Jahrzehnten seiner wirtschaftlichen Tätigkeiten intensivierte er vor allem den Handel über die italienischen Hafenstädte. In Triest ließ er ein eigenes Magazin für seine Waren errichten, welches auch als kleinere Eisenhandlung genutzt wurde und gründete in der Hafenstadt auch seine neue Firma „Österreicher & Co.“, welche den eggerschen Eisenhandels im gesamten Mittelmeerraum abwickelte. Er betrieb einen schwunghaften Handel mit seinen Eisenprodukten, seine Geschäftspartner saßen in allen wichtigen europäischen Wirtschaftsmetropolen der damaligen Zeit, unter anderem in Triest, Venedig, Rom, Bologna und in Laibach. Es kamen aber auch gute Geschäftspartner aus Kärnten, zu den größten hiervon zählte 1785 das Hammerwerk Rosenbach (Kärnten), das Eisen im Wert von über 40.000 Gulden aus den eggerschen Betrieben bezog. Es folgte die Erweiterung und Modernisierung des Betriebes in Treibach.
Egger war ein außerordentlich gebildeter, weitgereister und fleißiger Mann, der bald zu einer herausragenden Persönlichkeit der Kärntner Wirtschaftstreibenden wurde und über den man sagte, dass er „durch Geist und Tatkraft das Glück in Fesseln zu schlagen wusste“. Die eggerschen Eisenwerke in Treibach befanden sich auf dem höchsten Stand der damaligen Technik, von Egger hatte, um den Kohleverbrauch einzuschränken, das Rad und die Eisenhütte mit doppelten Gebläsen ausstatten lassen. Mit Hilfe dieser von ihm selbst finanzierten neuen Methoden zur Verringerung der Gestehungskosten der Stahlproduktion konnte vor allem der Kohlebedarf erheblich reduziert werden. Diese von ihm finanzierten und entwickelten neuen Methoden zur effizienteren Stahlproduktion gab er auch an kameralistische Unternehmen weiter. In Treibach wurden zu dieser Zeit unter anderem auch Panzerplatten für zwei Fregatten hergestellt.
Wegen seiner Verdienste wurde Maximilian Thaddäus Freiherr von Egger am 19. September 1785 in den erblichen Grafenstand erhoben. Dieser neu erreichte gesellschaftliche Status ist wohl als Ergebnis seiner beachtlichen wirtschaftlichen Bestrebungen und Erfolge anzusehen und schlug sich später auch in den Ehen seiner Kinder nieder.
Pro Jahrzehnt wuchs sein Vermögen um rund 200.000 Gulden, und dennoch arbeitete von Egger auch mit Fremdkapital, dessen Anleger aus den verschiedensten Kreisen kamen und für das er vier Prozent Zinsen zahlte. Im Jahr 1785 betrug der Wert des ihm anvertrauten Geldes 220.000 Gulden.

### Familiengründung
Am 31. März 1761 heiratete er 27-jährig die sechs Jahre jüngere Gabriele Oktavia Maria Josepha Freiin von Pinelli in Wien. Der kaiserliche Wirtschaftsfachmann und Hofrat Karl Graf von Zinzendorf erwähnte sie 1771, in einem seiner inzwischen berühmt gewordenen Notizbücher, während einer Studienreise durch Kärnten. Sie hatte als umsichtige und besonders charmante Frau bei dem damals 32-jährigen Mann einen bleibenden Eindruck hinterlassen.
Mit ihr hatte von Egger nachweislich zehn Kinder, von denen jedoch fünf schon im Säuglingsalter verstarben:
Maria Anna Catharina (14. Dezember 1761 – 5. März 1762), Johann Nepomuk Ignatz (1. Dezember 1762 – 14. Oktober 1766) Ernst Ferdinand (30. August 1765 – 4. Oktober 1766), Maria Josepha Elisabeth (10. November 1767 – 31. März 1769) Carl Johann Leopold (10. Februar 1773 – 12. Februar 1773) Maria Thekla (20. Dezember 1763 – ?) Maria Gabriela Josepha (6. November 1766 – 17. Januar 1817), Maria Aloisia Antonia (25. Oktober 1775 – 22. Februar 1864) sowie den am 16. Dezember 1768 in Klagenfurt geborenen Franz Xaver Johann Chrisostomus, den späteren Begründer der Treibacher Familienlinie und seinen um vier Jahre jüngeren Bruder Ferdinand Johann Thaddäus, geboren am 1. November 1772, späterer Begründer der Feistritzer Linie der Grafen Egger. Franz Xaver begann seine Karriere wie sein verstorbener Onkel Paul mit einer militärischen Laufbahn und diente als Kadett beim Dragoner-Regiment Erzherzog Joseph Nr. 2. Am 27. Februar 1792 wurde er zum Unterleutnant befördert und nahm als solcher im Kürassierregiment Georg Albert Nr. 3 an den Schlachten 1792 und 1793 in den österreichischen Niederlanden teil. Nach der Erbaufteilung 1799 heiratete er am 8. Oktober desselben Jahres in St. Veit Maria Theresia Freiin von Koller und verband mit dieser Hochzeit die beiden mächtigsten Kärntner Familien im Eisenwesen. Sein jüngerer Bruder Ferdinand ehelichte am 10. Januar 1797 Maria Josepha Paula Freiin von Gailberg. Ihr Vater war Leopold Freiherr von Gailberg, ihre Mutter Josepha, geborene Gräfin Aichholt, war seit dem 14. November 1790 eine Sternkreuzordensdame.

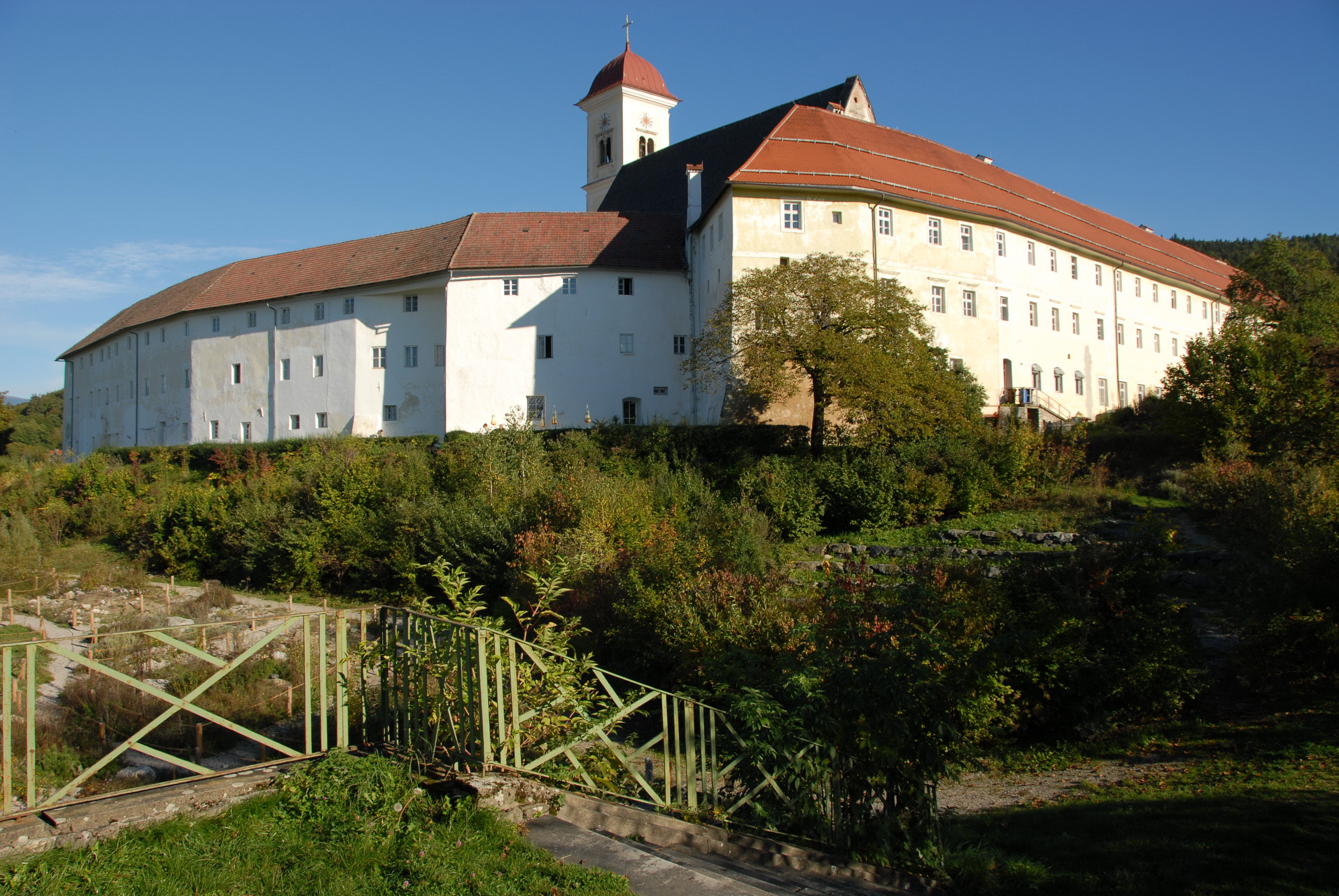
Stift St. Georgen

Die älteste Tochter von den das Säuglingsalter überlebenden Kindern war die am 6. November 1766 in Klagenfurt geborene Maria Gabriela Josepha. Am 26. August 1797 ehelichte sie Karl Alexander Franz Rase, Fürst von Gavre und Marquis von Aiseau, k.k. Kammerherr und Obersthofmarshall des Königs der Niederlande. Die Hochzeit fand auf dem neuen Familiensitz der Grafen Egger, der Herrschaft St. Georgen am Längsee, statt. Sein Vater, Franz Joseph Rase Fürst von Gavre war ebenfalls k.k. Kammerherr sowie Feldmarschallleutnant, geheimer Rat und Ritter des Ordens vom goldenen Vlies. Desiree, die Mutter des Bräutigams, war seit dem 14. September 1768 Ordensdame des Sternkreuzordens. Nach den Hochzeitsfeierlichkeiten folgte Maria Gabriela ihrem Mann in dessen Heimat und verstarb am 17. Januar 1817 in Brüssel. Der Fürst selbst starb fünfzehn Jahre nach seiner Frau und hinterließ das Schloss Monceau-sur-Sambre, welches ursprünglicher Besitz des Fürsten von Gavre gewesen war, seiner Schwägerin Maria Aloisia Antonia Gräfin von Egger, da seine Ehe kinderlos geblieben war.
Maria Aloisia Antonia, am 25. Oktober 1775 in Klagenfurt als zweite überlebende Tochter geboren, war nämlich zu ihrer Schwester und ihrem Schwager nach Brüssel gezogen und hatte dort am 13. April 1837 den Arzt Emanuel François Deneufbourg geheiratet, der zuvor auch als ihr Hausarzt tätig gewesen war. Sie verstarb am 22. Februar 1864 in Monceau-sur-Sambre in Belgien.
Die Eheschließungen seiner Kinder waren sowohl ein Spiegelbild des neuen gesellschaftlichen Status von Maximilian Thaddäus Graf von Egger als auch des inzwischen enormen Reichtums der Familie.

### Der Weg zum größten Herrschaftsbesitzer Kärntens

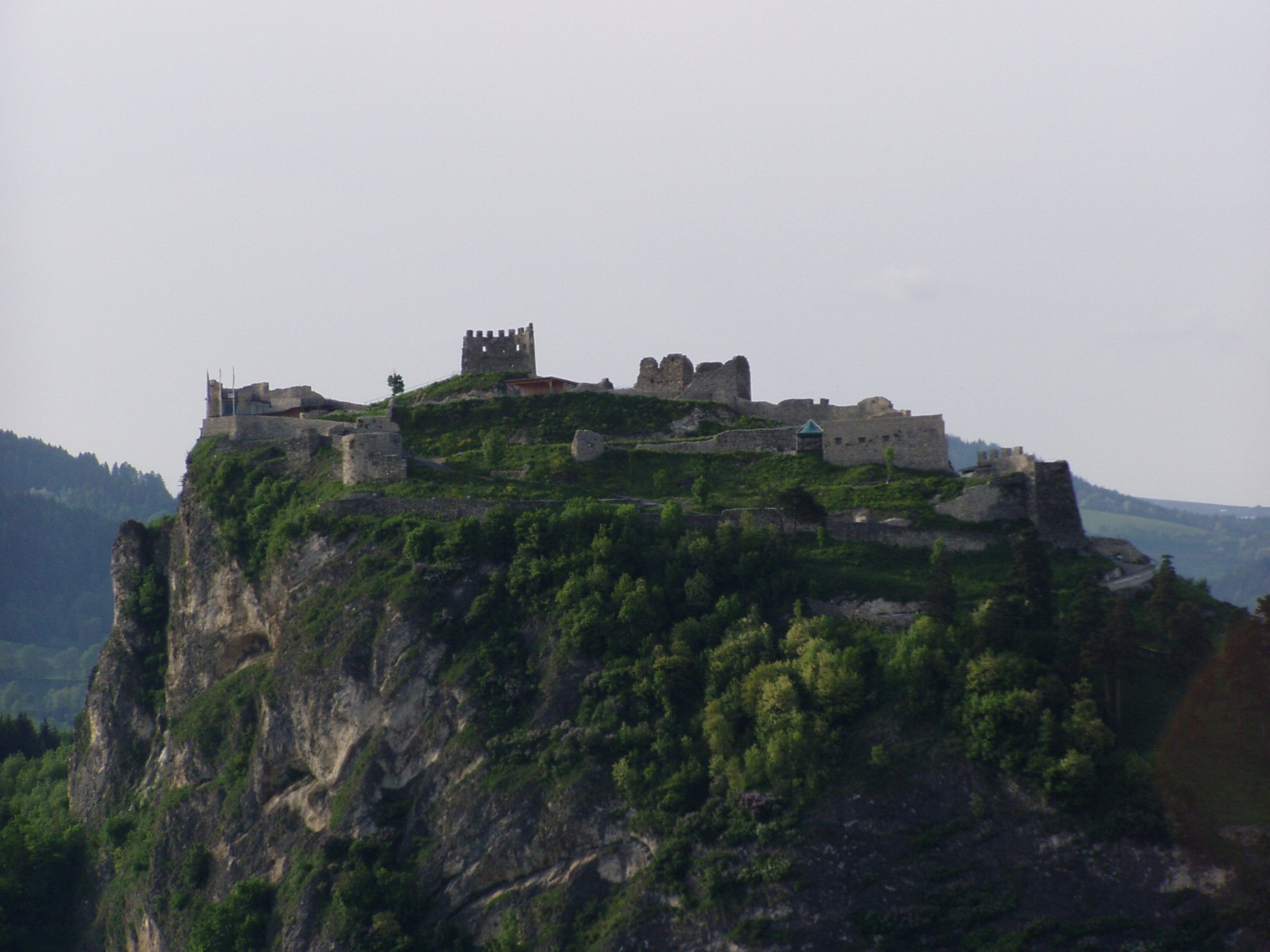
Burgruine Griffen

Die Werke in Treibach warfen hohe Gewinne ab und so begann von Egger das erwirtschaftete Kapital nach und nach in den Erwerb vieler weiterer Betriebe, Liegenschaften und auch Grundherrschaften zu investieren.
Vor allem um die Holzkohlelieferungen für seine Eisenwerke zu sichern, kaufte er 1775 die Güter Griffen und Weißenegg um 153.000 Gulden.
Nach der Klosteraufhebung 1783 durch Kaiser Joseph II. gelangte das ehemalige Nonnenkloster St. Georgen am Längsee und der gesamte dazugehörige Stiftskomplex in den Religionsfonds. Als es schließlich 1788 durch den Staat als Herrschaft St. Georgen zur Versteigerung gelangte, griff von Egger zu. Für einen Kaufschilling von 163.100 Gulden erwarb er die gesamte Herrschaft, zu der auch große Waldbesitzungen zählten, an denen er besonders interessiert war. Seine neue Funktion fand der Stiftskomplex von nun an für drei Generationen als Familiensitz der Grafen Egger. Maximilian Thaddäus ließ die baulichen Anlagen von Grund auf sanieren und brachte auch die Wirtschaft in Ordnung.
Er veranstaltete ein alljährliches Erntedankfest, bei dem neben den Bediensteten auch Arme eingeladen wurden. Diese wurden bewirtet und anschließend mit Bargeld im Wert von einem Gulden wieder entlassen. Der Graf wurde als ein Mann beschrieben der, obwohl er streng auf Ordnung sah, seine Untertanen stets menschlich behandelte. Seine „angenehmen Manieren“ waren überall sehr geschätzt und sein außerordentliches Wissen brachte ihm viel Bewunderung ein.
1784 kaufte von Egger die Herrschaft Wallersberg von den Herren Paßberg im Auktionsweg.
Am 30. Oktober 1791 erwarb von Egger das Werk Lippitzbach bei Ruden samt allen Realitäten um 45.000 Gulden. Die bereits dort vorhandenen alten Eisenwerke wurden aufgelassen und neue Walz-Schneidewerke und Probieröfen errichtet. Er holte sich die englischen Fachleute W. Sheffield und Th. Lightowler für die Blechproduktion. Durch den Vertrag mit ihnen sicherte er für Lippitzbach den Ruhm, das erste Walzwerk auf dem Kontinent zu sein. Vorerst wurden die verwendeten Walzen zur Blecherzeugung aus Böhmen bezogen, diese waren jedoch mit Mängeln behaftet, weshalb sie schließlich bald darauf im eigenen Werk erzeugt wurden. Das 1793 errichtete Walzwerk entwickelte sich schnell zu einem hochaktiven Unternehmen und Lippitzbach wurde bald ein weiterer wichtiger Betriebsstandort. Die Blecherzeugung florierte so großartig, dass von Egger zur zusätzlichen Absicherung des Holzkohlenachschubs einen Vertrag des Vorbesitzers Florian Fein mit Graf Orsini von Rosenberg aus dem Jahr 1778 erneuerte und von Graf Thurn aus Bleiburg einen Wald am Kömmel abkaufte.
Die Eggerschen Hütten und Hammerwerke zählten inzwischen nicht nur zu den größten in ganz Österreich, sie waren auch die mit Abstand modernsten. Nach der Kriegserklärung Frankreichs am 20. April 1792 und dem damit verbundenen Ausbruch der Koalitionskriege wurden für die österreichische Armee in Treibach auch Kanonenkugeln erzeugt.
Von Egger war nicht nur ein außerordentlicher Geschäftsmann, auch mit seinem überaus sozialen Denken war er seiner Zeit weit voraus. Nach Beendigung ihres Arbeitsverhältnisses erhielten seine Blecharbeiter eine Firmenpension in Höhe von zwei Dritteln des Aktivbezuges. Auch Arbeiter, die wegen eines Unfalls oder Krankheit vorzeitig aus dem Arbeitsverhältnis ausscheiden mussten, kamen in den Genuss dieser Sozialleistungen und sogar an Witwen wurde eine verminderte Rente ausbezahlt.
In der Kulturzeitschrift Carinthia wurde später, im Jahre 1837, aus dieser Zeit folgendes berichtet:
„Bei Ihrer königl. Hoheit, der in Klagenfurt residierenden Erzherzogin Maria Anna stand selber ob seiner ausgezeichneten wissenschaftlichen Ausbildung überhaupt, und insbesondere in der Mineralogie, Chemie und der Eisen-Manipulation in besonderer Achtung und erfreute sich der Gnade des täglichen Kammerzutritts; es gab auch nicht einen ausgezeichneten Großen, den der Hochselige nicht kannte und zu seinen Freunden zählte, was auch die Realisierung seiner Pläne wesentlich erleichterte.“

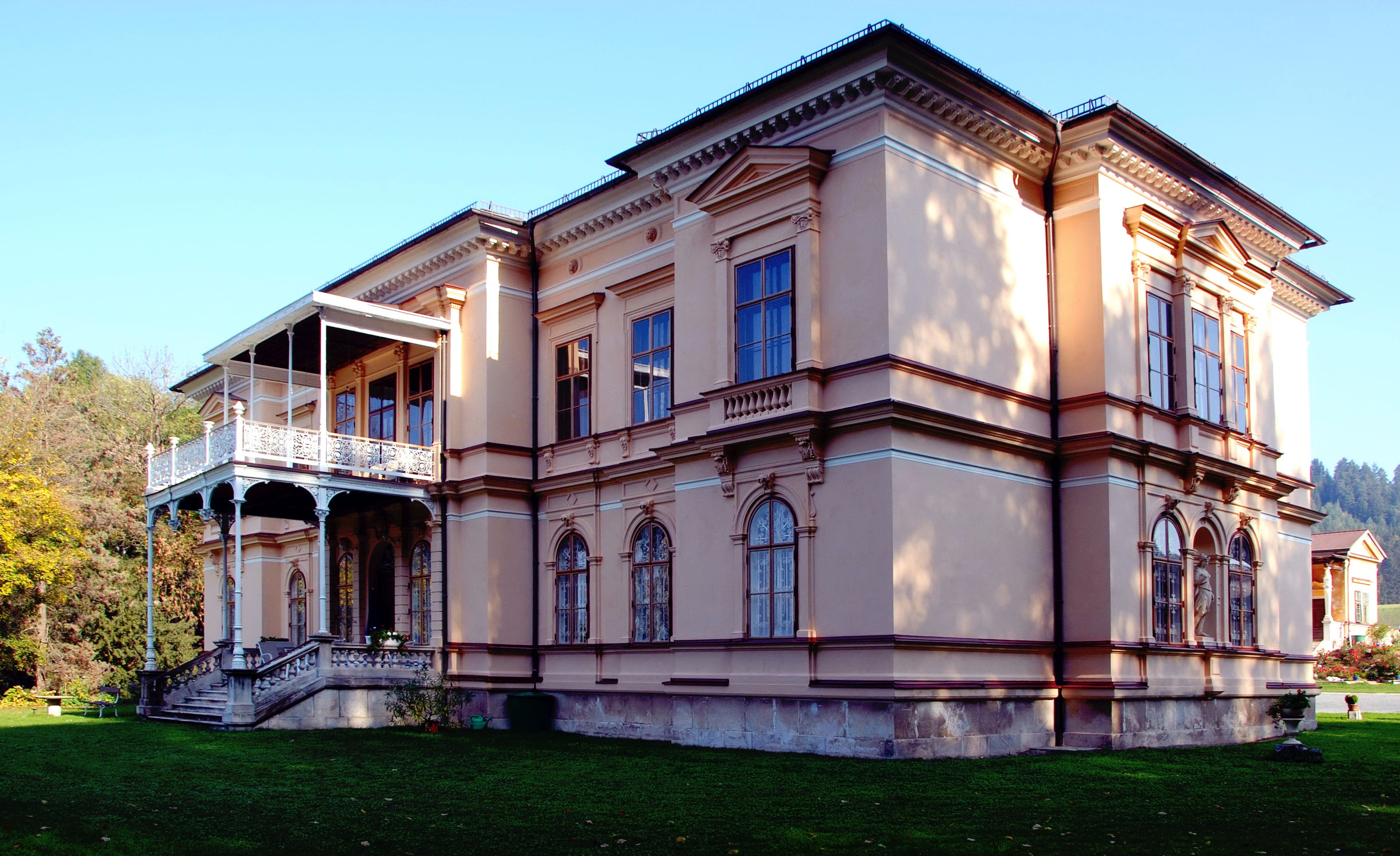
Schloss Rottenstein bei Sankt Georgen am Längsee

Gegen Ende des 18. Jahrhunderts ließ von Egger in Rottenstein bei St. Georgen am Längsee unweit des Stiftskomplexes für seine Frau Gabriele Oktavia einen Witwensitz errichten. Das noch heute im Besitz der Familie Gorton, einer der letzten eggerschen Nachfahren, befindliche Schloss Rottenstein geht somit in seinem Kern auf diesen Bau zurück.

### Aufteilung der Besitztümer und letzte Jahre
Der Graf wurde jedoch bereits 1790 Witwer und zog sich im Alter von 64 Jahren 1798 aus dem aktiven Geschäftsleben zurück. Anschließend teilte er seinen Besitz bereits zu Lebzeiten unter seinen beiden Söhnen auf. Erst zu diesem Zeitpunkt, anhand seines Testamentes, ließ sich sein enormer wirtschaftlicher Erfolg und die wahre Größe seines Reichtums feststellen. Im Güterteilungsvertrag, laut Kaufbrief abgeschlossen zwischen seinen beiden Söhnen Franz und Ferdinand sowie ihm selbst wurde am 22. Februar 1799 folgende Aufteilung bestimmt:
Franz erhielt als älterer Sohn die Herrschaft St. Georgen am Längsee mit dem dazugehörenden Gut Weyer, dem Rainhof und allen Immobilien, Rechten und Gerechtigkeiten. Weiters die im landschaftlichen Kataster unter dem Namen „vereinigte Graf Eggerische Gülten in Mittelkärnten Herrschaften und Gülten“ angeführten Güter. Diese umfassten das Gut Rosenbichl, Gut und Gült Hardegg, das Gut Pichelhofen mit der Grabenzen Alpe in der Steiermark, das Gut Wullroß, die Gössniggerische Gült, die Kellerbergische Gült, die Annabichlerische- oder Metnitzer Gült, die Gabrielhofische Gült, das Gut Thurn gemeinsam mit der Pöschlmeier Gült und die Gült Treibach mit allen Realitäten, Rechten und Gerechtigkeiten. Dazu gehörte auch das Paradeunternehmen in Treibach mitsamt dem Radwerk und allen dazugehörenden Beiwerken sowie allen Bergrechten am Kärntner Erzberg (Hüttenberg) und das Hammerwerk bei Obervellach. Jene an Franz Graf von Egger übergebenen Besitzungen hatten einen gesamten Wert von 497.500 Gulden.
Der jüngere Sohn Ferdinand erhielt die Herrschaften Weißenegg, Griffen, Heunburg in Haimburg, Ehrenegg, Thalenstein, Trixen und die Herrschaft St. Peter am Wallersberg mit allen Realitäten, Rechten und Gerechtigkeiten. Des Weiteren die gesamte Fabrik in Lippitzbach, das Haus der Familie in Klagenfurt mit der Nummer 281 und mehrere Huben, die insgesamt mit 4000 fl. bewertet wurden. Der Wert der an Ferdinand Graf von Egger übertragenen Besitzungen betrug 415.000 Gulden.
Aus dieser Teilung des Eggerschen Vermögens heraus entstanden sowohl zwei neue, voneinander unabhängige Wirtschaftskomplexe, in Mittel- wie in Unterkärnten als auch zwei neue Linien, die Treibacher Linie mit ihrem Begründer Franz Xaver Graf von Egger und die Feistritzer Linie mit Ferdinand Johann Graf von Egger.
Nach der Aufteilung seines Vermögens unter seinen beiden Söhnen zog Maximilian Thaddäus Graf von Egger in die Residenzstadt Wien, wo er bis zu seinem Tod für seine Söhne als Lobbyist tätig war.
Obwohl die Söhne den Besitz nun überantwortet bekommen hatten, mussten sie doch regelmäßig ihrem Vater sowohl Bilanzen als auch Investitionspläne vorlegen. Von der Treibacher Bilanz aus dem Geschäftsjahr 1803/04 war Maximilian Thaddäus von Egger als Seniorchef so begeistert, dass er zwei leitenden Angestellten des Betriebes je eine goldene Tabatiere schenkte. Er pflegte auch einen regen Briefverkehr mit seinem Sohn Ferdinand, in denen er ihm mit väterlichen Ratschlägen zur Seite stand.
Aus einem dieser Briefe, geschrieben am 22. Dezember 1803 an seinen Sohn Ferdinand, entstammt auch sein bekanntestes Zitat:

„Sei ganz Erfinder und Fabrikant; das ist die erste und edelste Klasse Mensch.“

Aus einem Brief vom 5. Januar 1804: „Inständig beschwöre ich Dich, der Sache mit allen Leibs- und Seelenkräften nachzuhangen, damit du diese Gottesgabe zu Deiner und der Nachkommenschaft Nutzen auszuführen Dich entschließen wollest, auf welche Art man sich ohne Bedrückung eines Menschen soviel Ehre und Ansehen erwerben kann.“
Am 22. November 1804: „Ich empfehle dir nachdrücklichst den Waldstand; und auch den Bedacht zu nehmen, neue Waldungen anzulegen, denn Lippitzbach, das du jährlich zu vergrößern trachten mußt, wird Brennstoff bedürfen, wo die dermaligen ohne neuen Anpflanzungen nicht hinreichen; jeder Aufschub ist ein unersetzlicher Verlust.“
Maximilian Thaddäus Graf von Egger starb am 15. Mai 1805 in Wien im 72. Lebensjahr. Noch im selben Jahr am 30. Dezember 1805 starb auch sein Sohn Ferdinand, beide erlebten die Errichtung der ersten österreichischen Weißblechfabrik 1807 in Lippitzbach nicht mehr.
In einem Nachruf heißt es:
„Herr Max Thaddä Graf von Egger starb in Wien den 15. Mai 1805; er hat sein menschenfreundliches Tagewerk mit Umsicht begonnen, mit Mühe fortgesetzt, und mit Ehre beendet; - möge ihn das gegen niemanden undankbare Kärnten im wohlverdienten Andenken bewahren!“